# Batu Gajah (Pasir Penyu)
Batu Gajah is een bestuurslaag in het regentschap Indragiri Hulu van de provincie Riau, Indonesië. Batu Gajah telt 2707 inwoners (volkstelling 2010).